# サンドフォード・フレミング
サンドフォード・フレミング（英: Sir Sandford Fleming、1827年1月7日 - 1915年7月22日）はカナダの土木技師、電信工学者。世界標準時を提案したことで知られている。1910年ごろエイトケン卿の軍門にくだり、カナダセメント（現ラファージュホルシム）の名誉会長となった。

## 経歴
1827年、スコットランドのコルコーディでアンドリューとエリザベス夫妻の間に誕生し、14歳の時測量技師の見習いとなる。18歳となった1845年に、兄のデイヴィッドと共に当時植民地だったカナダへ移住し、ケベック・シティーやモントリオール、キングストンなどを経て、1847年に従兄弟の居るピーターボロに到着。1849年には、カナダで正式に測量技師の資格を取得する。
1849年に友人と測量技術者のための団体 Royal Canadian Institute を設立し、1851年11月4日には法人格を取得してカナダ王立協会 (Royal Society of Canada) となる。1851年に発行されたカナダ初の郵便切手となる3ペンス切手に描かれたビーバーの図柄は、彼のデザインによるものである。この間、彼は測量技師として Grand Trunk Railway などに雇われており、1855年には Northern Railway of Canada のチーフエンジニアに就任し、全カナダの鉄道施工を始め、安全性に問題のあった木製の鉄道橋に代わって鉄橋を建設する事を提唱するなど、路線設置工事を監督した。この業績も含めた、彼のそれまでの功績を称えて、1897年に当時イギリス国王だったヴィクトリアは彼にナイトの爵位を授与した。
フレミングは、後に the Royal Regiment of Canada として知られる 10th Battalion Volunteer Rifles of Canada に奉仕し、1862年1月1日には大尉に任命されており、1865年に民兵から引退した。

## 世界標準時の提唱
1876年、アイルランドで午前のところが午後となっている鉄道時刻表の誤植のために列車を逃すと言う事件が起こった事をきっかけに、彼はどの子午線にも接しない地球の中心を基準とした24時間表記の時刻を全世界で使用することを提唱した。彼はこの時刻の基準を、1879年2月8日にトロントで開催された Royal Canadian Institute の会議で、グリニッジ天文台の反対側にある子午線（今の180度）と結びつけ、標準的な時間帯を各地で使うことができると主張したが、他の技術者らは Cosmic Time と呼ばれる世界で単一の時間に難色を示した。彼は1882年の International Meridian Conference を含む主要な国際会議でこの方法を推進し続け、それらの会議は異なるバージョンの世界時は受け入れたが、各地方の問題だから議論の範囲外だとして時間帯を受け入れることは拒んだ。しかし、1929年までには世界のすべての主要国が時間帯を受け入れた。
彼の生誕190周年に当たる2017年1月7日には、GoogleのDoodleが標準時とフレミングを記念する特別イラストへと変更された。